# Grammatophyllum rumphianum
Grammatophyllum rumphianum är en orkidéart som beskrevs av Friedrich Anton Wilhelm Miquel. Grammatophyllum rumphianum ingår i släktet Grammatophyllum och familjen orkidéer. Inga underarter finns listade i Catalogue of Life.